# YOUごはんまだ?
YOUごはんまだ?（ゆーごはんまだ）は、1985年5月13日から1986年1月29日まで朝日放送で放送されていた若者向けバラエティ番組。「アクティ大阪」の15〜16階に設置されていたサテライトスタジオ「ABCエキスタ」からの公開生放送番組であった。

## 概要
この番組は夕方の時間帯の開発と同時に、エキスタのある大阪ターミナルビルへの若い世代の集客も目的としていた。そのため、この番組の放送前の春休み期（具体的には3月25日からの3日間）に特別番組「ライブ5スペシャルブレンド」の実験的な制作・放送が行われた。出演者は、のちにこの番組に出演するタレントたちが中心。
若者向けの公開生放送として登場したこの番組で、番組内で「ICHIGOちゃん」というアイドルグループを結成し、オーディションを実施、そして1985年12月にCBSソニーよりシングル「誰もICHIGOがわからない」をリリース。関西だけにとどまらず全国誌「ザテレビジョン」への登場も果たし話題を広げたものの、短期間で終了することとなる。

## 特記事項
- シングル曲をリリースした「ICHIGOちゃん」のメンバーでもあった岸田里佳（ICHIGOちゃん18号）は、番組終了から5年後の1991年に「鳥人戦隊ジェットマン」（テレビ朝日系）に出演し、ホワイトスワン・鹿鳴館香を演じた。
- ICHIGOちゃん31号であった小田由紀乃は、後に関西テレビの『エンドレスナイト』の第7期エンドレスギャルズとしても活躍した。
- エンドクレジットに、アドバイザー 門田頼命（もんたよしのり）とあったが　番組には一度も出演したことがなかった。
- シングル曲リリース後、番組のオープニングは「誰もICHIGOがわからない」からスタート。「夕やけニャンニャン」と違い番組が始まるや否やタイトルコールなしで歌からスタートしていた。
- ICHIGOちゃん10号の三原喜美子は、花博コンパニオンになり、ねるとん紅鯨団にも出演した。
- ICHIGOちゃん5号の西畑草子はココリコと中学時代の同級生。

## 出演者
- 月曜　やしきたかじん、トミーズ、森脇健児
- 火曜　太平サブロー・シロー
- 水曜　原田伸郎、嘉門達夫（前期）→オール阪神・巨人（後期）
- 木曜　兵藤ゆき、MAKOTO（現：北野誠）、桂雀々（前期）→月亭八方、ハイヒールモモコ、三代澤康司（元・朝日放送アナウンサー）（後期）
- 進行　小田寿一（元・朝日放送アナウンサー） -全曜日の番組進行を担当。

## レコード
- 誰もICHIGOがわからない／フレンズがいっぱい（ICHIGOちゃん）1985年12月21日、CBSソニー